# Rapsóné vára
Rapsóné vára középkori várrom Romániában, Illyésmező közelében, a Juhod-patak völgye fölé emelkedő egyik sziklamagaslaton. Feltételezések szerint a 13. században épült mentsvárként, ahol a környék lakói ellenséges betörés alatt meghúzódhattak, és a 14. század közepéig tartották készenléti helyzetben. Számos legenda született róla, melyek többek között Áprily Lajost is megihlették.
Ismert Rabsonné és Rapsonné névváltozatokban is. A Rabsonné forma Orbán Balázs művében szerepel, és innen ment át a köztudatba; a Rapsonné pedig irodalmi szülemény. A helybeliek a Rapsóné formát használják (a Rapsó mint helynév már a 19. század elejétől ismert a Sóvidéken), és monográfiákban is ez jelenik meg.

## Története
Ferenczi István és Ferenczi Géza történeti feltételezései alapján a 11–12. században épült, mint a magyar királyi határvédelmi rendszer része. Ezzel szemben Benkő Elek és más kutatók régészeti feltárásokra hivatkozva 13. századi mentsvárnak vélték, ahol ellenséges dúlás alatt a Kis-Küküllő és a Korond-patak völgyeinek lakói meghúzódhattak. Ez utóbbi esetben elképzelhető, hogy a tatárjárás hatására – melynek a Székelyföldön is súlyos következményei voltak – építették a 13. század második felében; és a 14. század közepéig tartották készenléti helyzetben. Ami az építőket illeti, szóba jöhet Felsősófalva vagy Sóvárad (a környék többi települése csak később alakult ki).
Írott forrás legelőször a 17. század második felében említi, Rabsuna néven. Orbán Balázs a 19. század közepén részletes leírást készít a romokról; ekkor több hosszú falszakasz még 1-1,2 méteres magasságban állt. Régészeti feltárásokat 1974-ben, majd 2009-ben végeztek.
A vár környékén számos ember keresett kincset; erről tanúskodnak a tetőn ásott gödrök. Orbán Balázs már a 19. század közepén is beszámolt kincskeresőkről.

## Leírása
A Görgényi-havasok egyik nyugati nyúlványának a végén, a Kápolnásmező fölé emelkedő úgynevezett Medvehegyen épült, melyet két oldalról a Juhod-patak mellékvizei, a Hideg-Juhod és a Szilas-patak fognak közre. A tetőről belátható az egész Sóvidék, így a vár földrajzi elhelyezkedéséből arra lehet következtetni, hogy elsősorban az Erdélyi-medencét figyelte, keletről (a havasok irányából) viszont nem vártak támadókat. A várral szerves egységet képeztek az attól nyugatra húzódó sáncok, töltések, melyek szintén azt sugallják, hogy csak nyugat felől, az ország belsejéből számítottak ellenségre; valószínűleg a Görgényi-havasokat ekkor hadászati szempontból még átjárhatatlannak tartották. A sáncok, töltések rendszerét Rapsóné útjának nevezik, és egyes elméletek szerint a Csörsz árkához hasonló védőműrendszer maradványai.
A tetőre épült erődítményt 115×41 méter kiterjedésű, nyugati végén lekerekített téglalap alakú, 1,8–2 méter széles, mészhabarcsba rakott andezittömbökből álló fal övezte. Bejárata északkeleti sarkán volt, egykoron fából készült kapu vigyázta. Orbán Balázs egy nagyméretű bástyát és egy kutat is feltételezett, azonban régészeti feltárások nem erősítették meg ezek létezését. A várban faszerkezetű házak voltak, melyek lakó- és raktárépületekként szolgáltak.

### Megközelítése
A Juhod völgyéből és az Áprily-kúttól kék kereszttel jelölt túraösvény indul a vár romjaihoz (közepes nehézségű, helyenként meredek). Ez a környék megközelíthető Szováta és Illyésmező felől a Juhod-patak völgyét követve (kék háromszöggel jelölt ösvény, vagy pedig közönséges autóval is járható földút), vagy pedig a DN13B főútból balra elágazó mellékúton (az elágazás Parajd és Bucsin között, Parajd kijáratától 1,7 kilométerre van).

## Legendái
A három sóvidéki várat (Rapsó, Firtos, Tartód) a székely néphagyomány mondai alakokkal népesítette be, melyek többsége feltehetően a 16–18. századi boszorkányüldözések szüleménye. A Sóvidéken Rapsóné legendájának, a vele kapcsolatos mondáknak több változata ismert.
Rapsóné szép, fiatal tündér-boszorkányféle mesebeli alak, aki egy bűvös kakas és egy táltos macska segítségével építette fel várát a szinte megközelíthetetlen sziklán (más változat szerint a várat férje, Rapsó rabonbán építette, aki később csatában elhunyt). Testvérei, Firtosné és Tartodné szintén tündérek voltak (egyes legendák további testvéreket is megemlítenek), és váraikban esténként egyazon időben gyújtották meg a gyertyákat. A vártól nyugatra elhelyezkedő Borza-nyereg alatti barlangban aranyhajú tündérek laktak, akiknek Rapsóné volt a királynéjuk, és mindig elkísérték őt, mikor látogatóba indult testvéreihez.
Más legendákban Rapsóné egy gazdag, vallásos özvegyasszony volt, aki minden vasárnap Tordára – más változat szerint Kolozsvárra – járt misét hallgatni. A hosszú és rossz út miatt általában elkésett, ezért üzletet kötött az ördöggel (akit egyes változatok Duromónak neveznek), hogy egy hegy arany és egy völgy ezüst fejében építsen bűvös utat, melyen pillanatok alatt eljuthat sóvidéki várából Tordára (vagy Kolozsvárra). Mikor fizetésre került sor, Rapsóné kijátszotta az ördögöt, aki dühében szétrombolta az utat. A monda egyes változataiban az ördög a sziklákat is lerombolta, és a földindulásban Rapsóné is eltűnt, ám minden évben, pünkösd másnapján megjelenik a várban, és tündér-udvartartásával hajnalig mulat.
A legendáknak valószínűleg van valós történelmi magva. Az egyszerre meggyújtott gyertyák képe fellobbanó őrtüzekre, a tündérkíséret katonákra utalhat, a bűvös út mondája pedig feltételezhetően azt örökíti meg, mikor a 16. század közepén a székelyföldi sóaknák fejedelmi tulajdonba kerültek.

### Hatása
Rapsóné alakja átszövi Áprily Lajos költészetét, ahol a boldog gyermekévek iránti nosztalgia jelképe lesz. A Parajdon felnövő Áprily képzeletére nagy hatást tett a vár és annak mondái: „Mitikus terület volt ez gyermeklábam számára, katlana zárt birodalom, ahol titoktermő a föld, s különös illatú a virág, s beszédesebb a patakok suttogása. Ma is tisztán érzem: képzeletem legelső sugallatait Rapsonné erdejének és várának köszönhetem.” Rapsóné (akit Áprily Rapsonnénak nevez) a költő számos versében megjelenik: Álom a vár alatt, Rapsonné erdejében, Pele-ütő Dénkó, Hypertonia, Ott vándoroltál, Vágy, Azúros ég.
Parajd környékén máig Rapsóné rózsájának nevezik a zergeboglárt, mivel egy monda szerint ez volt a tündérasszony kedvenc virága; minden nap friss csokrot vitetett szobájába, és hintóját is ezzel díszítette. „Rapsonné rózsája” megjelenik Nyirő József egy novellájában is.